# Cheiraster tuberculatus
Cheiraster tuberculatus is een zeester uit de familie Benthopectinidae.
De wetenschappelijke naam van de soort werd in 1929 gepubliceerd door Alexander Michailovitsch Djakonov.